# عظمة خان

شعار رابطة السادة آل عظمة خان

آل عظمة خان (بالأردية: آل عظمت خان) قبيلة حسينية هاشمية قرشية عدنانية إحدى قبائل السادة آل باعلوي المهاجرة إلى الهند، والتي انساب فرع منها إلى أرخبيل الملايو وانتشر هناك حيث تعد أولى القبائل المهاجرة من حضرموت إلى جزائر الشرق الأقصى. وأطلق عليهم «عظمة خان» بعد مصاهرتهم واتصالهم بملوك وزعماء مسلمي الهند. و«عظمة» باللغة الأردية لقب تشريف يدل على الإعزاز والاحترام؛ لانتسابهم إلى سلالة الرسول ﷺ، و«خان» بمعنى قائد أو أمير.
كان لآل عظمة خان دور تاريخي بارز في الدعوة الإسلامية في جنوب شرق آسيا، منهم رجال عرفوا في تاريخ إندونيسيا بالأولياء التسعة الذين كان لهم الدور الأكبر في نشر الإسلام في جزيرة جاوة؛ لأنهم بايعوا سلطان مملكة دماك ليكون خليفة للمسلمين، فتبعهم السواد الأعظم من سكان إندونيسيا لثقتهم العالية فيهم. وكان لهم دور في سياسة الأوطان التي استقروا بها، فلقد شاركوا في الجانب السياسي، بل وصلوا إلى الحكم، وأقاموا سلطنات إسلامية ساهمت في تعزيز العلم والثقافة الإسلامية بين أبناء شعب الملايو.

## تاريخهم
استقر أمر بني علوي في حضرموت منذ أن قدم إليها أحمد المهاجر (جد آل باعلوي) في أوائل القرن الرابع الهجري. وفي أواخر القرن السادس الهجري هاجر عبد الملك بن علوي (جد آل عظمة خان) من حضرموت إلى كجرات في الهند، حيث استطاع أن يقيم علاقة قوية مع سلطان حيدر أباد الذي قربه منه وجعله من خلصائه بعدما عرف بنسبه الشريف، كما تزوج ابنه عبد الله من ابنة سلطان مدينة نصير أباد. ثم تفرق أحفاده إلى كمبوجا والصين وسيام في أوائل القرن السابع الهجري، ومنهم جمال الدين الحسين الذي نزل في بلاد الملايو، وهو أول من جاء إلى إندونيسيا من جهة الهند مرورًا بجمقا والفلبين، ويسميه الجاويون جماد الكبرى أو جماد الأكبر. جاء إلى إندونيسيا ومعه أسرته وأقاربه وحفدته ذكورا وإناثا، وترك ولده إبراهيم في آتشيه لنشر علوم الإسلام، ثم ذهب إبراهيم إلى سورابايا واشتهر باسم إبراهيم أسمورو. ثم رحل جمال الدين الحسين إلى أرض بوقيس واستقر هناك حتى توفي، وهو الذي تحدر من نسله رجال عظماء مذكورون في تاريخ انتشار الإسلام ورسوخه في جنوب شرق آسيا والمعروفين باسم الأولياء التسعة. وبعد وفاته اندلعت نار الحرب في جاوة، وسقطت مملكة ماجاباهيت الهندوسية، وانتشر أولاده وحفدته في جاوة وما حولها وتفرقوا في أماكن متباعدة، ورجع بعضهم إلى كمبوجا وسيام، ثم زاد عددهم في جاوة بمجيء جماعة من أسرتهم من بلاد الصين وغيرها.

## نسبهم
ينتسب جميع السادة آل عظمة خان إلى جدهم عبد الملك أول من هاجر من بني علوي إلى الهند، ونسبه هو: عبد الملك بن علوي عم الفقيه المقدم بن محمد صاحب مرباط بن علي خالع قسم بن علوي بن محمد بن علوي بن عبيد الله بن أحمد المهاجر (جد آل باعلوي) بن عيسى بن محمد النقيب بن علي العريضي بن جعفر الصادق بن محمد الباقر بن علي زين العابدين بن الحسين السبط (حفيد محمد ﷺ) بن علي بن أبي طالب بن عبد المطلب بن عمرو (جد بني هاشم) بن عبد مناف بن قصي بن كلاب بن مرة بن كعب بن لؤي بن غالب بن فهر بن مالك بن النضر (جد قريش) بن كنانة بن خزيمة بن مدركة بن إلياس بن مضر بن نزار بن معد بن عدنان (جد العرب المستعربة) من ذرية إسماعيل بن إبراهيم إلى آدم (أبو البشر).